# أوتان
أوتان قرية سورية تتبع ناحية القبو في منطقة تلدو في محافظة حمص. بلغ عدد سكانها 583 نسمة في عام 2004 حسب إحصاء المكتب المركزي للإحصاء.